# Cleo (TV-serie)
Cleo är en TV-serie i tre säsonger som visades på SVT1 2002–2003 med Suzanne Reuter i huvudrollen.
Serien skapades av Michael Hjorth, Johan Kindblom och Tomas Tivemark på företaget Tre Vänner.
Serien beskrevs som "en storstadskomedi om arbetskamrater, förälskelser, släkt och vänner... och allt annat som hindrar en från att tänka klart" och utspelade sig främst på Stockholmskontoret till dataföretaget JTM.
I centrum står Cleopatra "Cleo" Andersson (Suzanne Reuter) som är säljare på JTM. Bland hennes arbetskamrater märks stjärnsäljaren Åke (Johan Rheborg), bästa vännen Kajsa (Magdalena Johannesson), unga och egocentriska Jessica (Rakel Wärmländer), receptionisten Frank (Gustaf Hammarsten) och chefen Claes (Loa Falkman). I Cleos liv finns även sonen Jonas (Gustaf Skarsgård), i säsong 3 spelad av (Sverrir Gudnason), och systern Cissi (Katarina Bothén).
Under sommaren 2010 gick den första säsongen i repris på SVT1, den andra säsongen repriserades också under sommaren 2011.

## Övrigt
- Seriens skapare Johan Kindblom, Tomas Tivemark och Michael Hjorth plockade sina första bokstäver och bildade det fiktiva företagsnamnet JTM.
- För att få tips och idéer åkte seriens skapare över till USA och var med på inspelningar av tv-serien Ally McBeal. I "Cleo" finns många flirtar med den amerikanska advokatserien.
- I första säsongens fjärde avsnitt spelar Lisa Nilsson en gästroll – sig själv. Hon ackompanjerar då Cleos liv med en svavelosande version av "Allt jag behöver nu".
- I filmen 7 miljonärer (2006) jobbar Suzanne Reuter och Loa Falkman med varandra för första gången sedan Cleo lades ned. Filmen är, liksom Cleo, producerad av Tre vänner.

## Medverkande
- Suzanne Reuter – Cleopatra "Cleo" Andersson
- Loa Falkman – Claes Lindwall
- Magdalena Johannesson – Kajsa Palm (2002–2003)
- Johan Rheborg – Åke Lindén
- Rakel Wärmländer – Jessika Thulin (2002)
- Gustaf Hammarsten – Frank Berger
- Gustaf Skarsgård – Jonas Andersson (Cleos son)
- Sverrir Gudnason – Jonas (säsong 3)
- Johan Ulveson – Sig själv
- Reine Brynolfsson – Steffo, polis
- Henric Holmberg – Harry, körledaren
- Mats Rudal – Tomas Nilsson
- Tomas Tivemark – Gyminstruktör (Avsnitt 1.1)
- Hans Mosesson – Gräsandens röst
- Jesper Malm – Viktor (Franks pojkvän)
- Hanna Alström – Anja (Jonas flickvän)
- Zakarias Wikner – Jesper (Åkes son)
- Carina M. Johansson – Beatrice (Claes fru)
- Freja Lindström – Sofia (Claes dotter)
- Lisa Nilsson – Sig själv
- Bert Karlsson – Sig själv
- Robert Aschberg – Sig själv
- Katarina Bothén – Cissi
- Johan H:son Kjellgren – Peter (Cissis date)
- Lars Väringer – Bertil Sjöström (Cleos date i avsnitt 1.1)
- Per Holmberg – Man i bar
- Yu Yan Kai – Man i bar
- Cyndee Peters – Domare (Advokat-fantasi)
- Ed Damron – Cleos advokat
- Karin Gidfors – Cissis advokat
- Magnus Skogsberg – Georg Cederbladh (veterinär och Kajsas date)
- Mona Malm – Livia
- Bo Brundin – Ove
- Jan Waldekranz – Hans Malmström
- Lasse Pettersson – Erik, polis
- Mats Hedlund – Jan-Olof ("Sivs lillebror")
- Jan Modin – Akutläkare
- Catherine Parment – Ultraljudsläkare
- Andrea Edwards – Sjuksköterska
- Niklas Falk – Ove Berglund (viktig kund)
- Björn Gedda – Bernt (Franks pappa)
- Med Reventberg – Franks mamma
- Lo Kauppi – IT-tjej
- Cecilia Nilsson – Veronika Hansson
- Anders Palm – Einar
- Rebekka Karijord – Malin
- Jan Mybrand – Läkare
- Ann-Sofie Rase – Maria (Åkes ex-fru)
- Pär Milsten – Guds röst
- Carlo Barsotti – Patrick Bouyez
- Karin Huldt – Jill

## Soundtrack
Cleo en hel del låtar framförda av svenska pop-artister/grupper, bland annat:
- Hur långt kan det gå – Olle Ljungström
- Dagar – Marie Bergman
- Nya perspektiv – Ola Magnell
- En doft av honung – Ann-Louise Hanson
- Jag blir hellre jagad av vargar – Orup
- Horoskopvisa – Cornelis Vreeswijk
- Det ska jag köpa mig – Lill Lindfors
- Kolla kolla – Nationalteatern
- Snurra du min värld – Ted Gärdestad
- Ingen kommer undan politiken – Marie Bergman
- Du som vandrar genom livet – Family Four
- Downtown – Siw Malmkvist
- What a Lovely Way – Doris
- Här kommer natten – Pugh Rogefeldt
- Jag ska vara hos dej ikväll – Svante Thuresson
- If You Don't Like It – Erik Gadd